# Joachim Murat (1944)
Pour les articles homonymes, voir Joachim Murat (homonymie) et Murat.
Joachim Louis Napoléon Murat, 8e prince Murat, né le 26 novembre 1944 à Boulogne-Billancourt, est l'actuel chef de la famille Murat de Naples. Personnalité importante au sein des cercles napoléoniens, il est très impliqué dans la commémoration du souvenir impérial. Longtemps collectionneur d'art, il a par ailleurs été le propriétaire et le fondateur du musée et centre d'art contemporain Prince Murat de Nointel (1982-1987).
Descendant, à la sixième génération, du grand-duc de Berg puis roi de Naples Joachim Murat (1767-1815) et de son épouse Caroline Bonaparte (1782-1839), Joachim Murat est le fils posthume de Joachim Murat (1920-1944), 7e prince Murat.

## Biographie

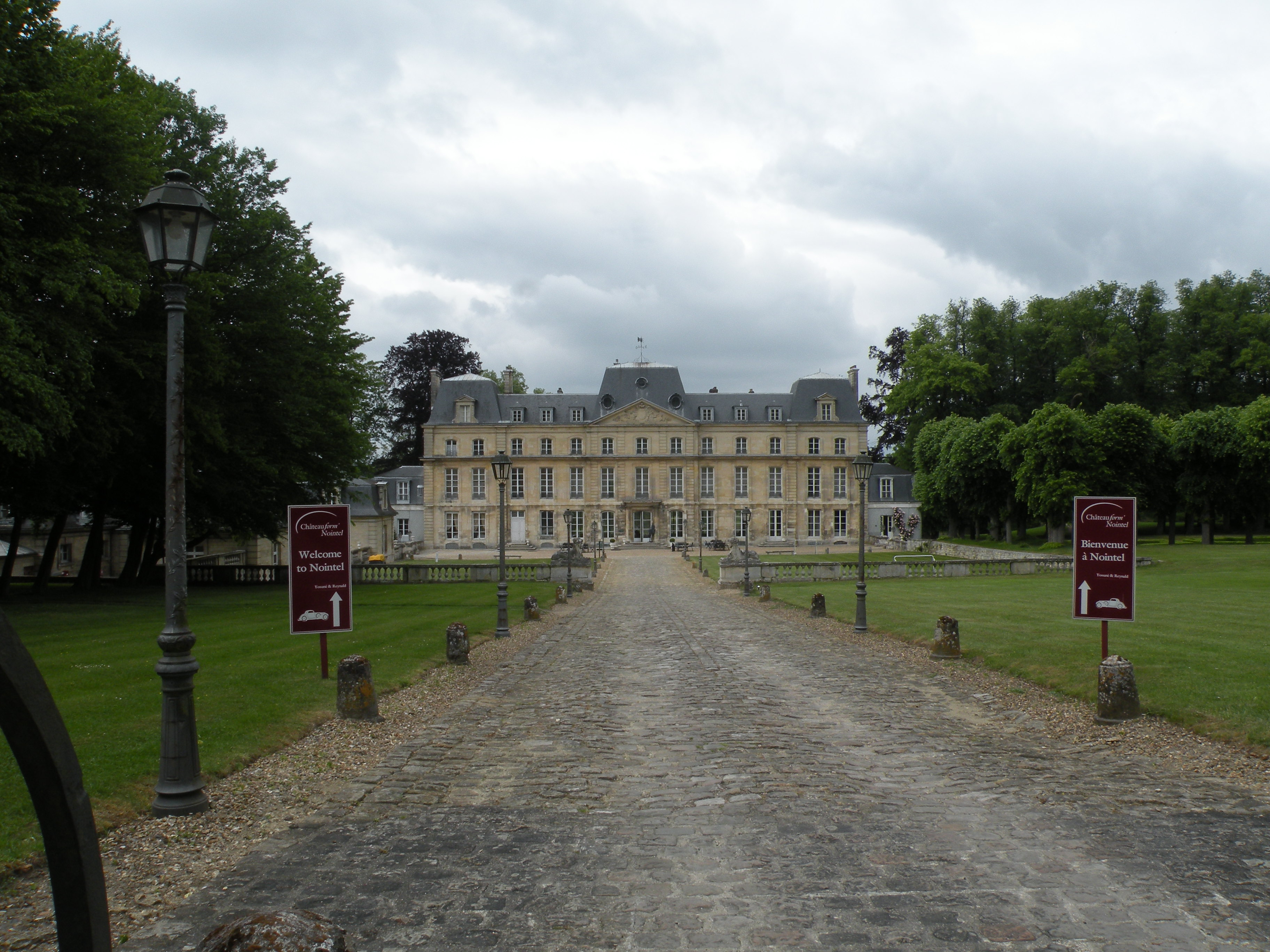
Le château de Nointel.

Ancien directeur de l'office de tourisme de Monaco à Paris, Joachim Murat a longtemps été un important collectionneur d'art contemporain. Entre 1982 et 1987, il a ainsi transformé en musée le château qu'il possédait à Nointel, dans le Val-d'Oise. En 1987 cependant, il est obligé, pour des raisons financières, de se séparer de ses collections et de la demeure qui les abritait. Une vente est alors organisée à l'Hôtel Drouot et la collection dispersée non sans qu'un catalogue de ses œuvres soit publié.
Ensuite, Joachim Murat est président d’honneur du Souvenir napoléonien. Très impliqué au sein des cercles bonapartistes, il représente fréquemment sa famille et le Souvenir napoléonien lors de voyages officiels en France et à l'étranger. En avril 2006, il est ainsi l'invité de la ville de Tarascon lors des Journées napoléoniennes de Tarascon et inaugure alors une place dédiée à son ancêtre, le maréchal-prince Joachim Murat. En octobre 2009, il est également l'invité du secrétaire général de la Communauté andine, à Lima, à l'occasion de la première exposition consacrée à la figure de Napoléon Bonaparte dans la capitale péruvienne.
Descendant de Joachim Murat et de Caroline Bonaparte et arrière-petit-neveu de l'empereur Napoléon Ier, le prince est par ailleurs régulièrement invité par les historiens de l'Empire à préfacer des ouvrages relatifs à sa famille.

## Polémique sur les titres
Joachim Murat a été admis, en même temps que sa famille, au sein de l’Association d’entraide de la noblesse française (ANF) sur la base indiquée par Hervé Pinoteau : « Lors de l’entrée du prince Murat à l’ANF [...] il fut admis sur la preuve d’hérédité de prince grand amiral de l’Empire lié aux duchés de Clèves et de Berg en 1806 (titre transformé peu après, lors de la création de la confédération du Rhin, en grand-duc de Berg et de Clèves), puis au royaume des Deux-Siciles (Armorial de l’ANF ; 2004, n° 2037). »
Pour répondre aux polémiques induites par des titres mentionnés par le Bottin mondain, Joachim Murat a indiqué : « Je me dois donc, à nouveau, de préciser, que les prédicats d’Altesse Royale des princes Murat, et qualité de Monseigneur qui s’attache, en outre, au chef de la famille, sont des conséquences incontournables et incontestables de notre appartenance directe à une ancienne maison souveraine, celle du royaume de Naples et des Deux-Siciles, (Joachim Ier, roi de Naples et des Deux-Siciles, 1808-1815). Ce qui ne concerne en rien la famille impériale. Ce sont deux entités différentes. »

## Mariages et descendance
Il a épousé en premières noces civilement le 8 octobre 1969 à Paris 16e arrondissement, puis religieusement le 11 octobre 1969 en l’église Saint-Louis-des-Invalides (hôtel des Invalides) à Paris 7e arrondissement (div.), Laurence Marie Gabrielle Mouton (Paris, 7 octobre 1945), fille de Roger Mouton, héritier d'une famille de riches industriels et cofondateur des Éditions de la Table Ronde, et de sa femme Marie Luquet. De ce premier mariage sont nés cinq enfants : 
- Caroline Laetitia Victoire Alix Murat (Neuilly-sur-Seine, 31 octobre 1971), sans alliance et sans postérité ;
- Joachim Charles Napoléon Murat, prince de Pontecorvo (Neuilly-sur-Seine, 3 mai 1973). Il a épousé civ. le 5 mars 2021, à Paris 10e arrondissement, Yasmine Lorraine Briki (Annaba, 23 février 1982)[12], et postérité ;
- Laetitia Caroline Marie Pierre Murat (Neuilly-sur-Seine, 27 août 1975). Elle a épousé le 29 juillet 2006, à Paris, Denis Olivier Charissoux (Paris, 29 octobre 1976), fils de Christian Gérard Charissoux et de sa femme Françoise Olivier ;
- Élisa Marie Annonciade Murat (Neuilly-sur-Seine, 16 février 1977) (jumelle de la suivante), sans alliance et sans postérité ;
- Pauline Béatrice Marie Murat (Neuilly-sur-Seine, 16 février 1977) (jumelle de la précédente), sans alliance et sans postérité[13].

Il a épousé en deuxièmes noces à Paris le 7 mars 2015 María del Pilar Arnao y Cacho (Lima, 15 janvier 1966), fille de Segundo Aurelio Arnao Laos et de sa femme María Aurora Cacho Vargas, sans postérité.

## Quartiers du prince
|  |                                                              |  |  |  |  |  |  |  |  |  |  |  |  |  |  |  |
|  | 16. Joachim Murat (1834-1901), Prince Murat                  |  |  |  |  |  |  |  |  |  |  |  |  |  |  |  |
|  |                                                              |  |  |  |  |  |  |  |  |  |  |  |  |  |  |  |
|  |                                                              |  |  |  |  |  |  |  |  |  |  |  |  |  |  |  |
|  | 8. Joachim Murat (1856-1932), Prince Murat                   |  |  |  |  |  |  |  |  |  |  |  |  |  |  |  |
|  |                                                              |  |  |  |  |  |  |  |  |  |  |  |  |  |  |  |
|  |                                                              |  |  |  |  |  |  |  |  |  |  |  |  |  |  |  |
|  | 17. Malcy Berthier de Wagram (1832-1884)                     |  |  |  |  |  |  |  |  |  |  |  |  |  |  |  |
|  |                                                              |  |  |  |  |  |  |  |  |  |  |  |  |  |  |  |
|  |                                                              |  |  |  |  |  |  |  |  |  |  |  |  |  |  |  |
|  | 4. Joachim Murat (1885-1938), Prince Murat                   |  |  |  |  |  |  |  |  |  |  |  |  |  |  |  |
|  |                                                              |  |  |  |  |  |  |  |  |  |  |  |  |  |  |  |
|  |                                                              |  |  |  |  |  |  |  |  |  |  |  |  |  |  |  |
|  | 18. Michel-Aloys Ney (1835-1881), Duc d'Elchingen            |  |  |  |  |  |  |  |  |  |  |  |  |  |  |  |
|  |                                                              |  |  |  |  |  |  |  |  |  |  |  |  |  |  |  |
|  |                                                              |  |  |  |  |  |  |  |  |  |  |  |  |  |  |  |
|  | 9. Cécile Ney d'Elchingen (1867-1960)                        |  |  |  |  |  |  |  |  |  |  |  |  |  |  |  |
|  |                                                              |  |  |  |  |  |  |  |  |  |  |  |  |  |  |  |
|  |                                                              |  |  |  |  |  |  |  |  |  |  |  |  |  |  |  |
|  | 19. Paule Furtado-Heine (1847-1903)                          |  |  |  |  |  |  |  |  |  |  |  |  |  |  |  |
|  |                                                              |  |  |  |  |  |  |  |  |  |  |  |  |  |  |  |
|  |                                                              |  |  |  |  |  |  |  |  |  |  |  |  |  |  |  |
|  | 2. Joachim Murat (1920-1944), Prince Murat                   |  |  |  |  |  |  |  |  |  |  |  |  |  |  |  |
|  |                                                              |  |  |  |  |  |  |  |  |  |  |  |  |  |  |  |
|  |                                                              |  |  |  |  |  |  |  |  |  |  |  |  |  |  |  |
|  | 20. Jean-Baptiste Plantié (1827-1889)                        |  |  |  |  |  |  |  |  |  |  |  |  |  |  |  |
|  |                                                              |  |  |  |  |  |  |  |  |  |  |  |  |  |  |  |
|  |                                                              |  |  |  |  |  |  |  |  |  |  |  |  |  |  |  |
|  | 10. Eugène Plantié (1855-1935)                               |  |  |  |  |  |  |  |  |  |  |  |  |  |  |  |
|  |                                                              |  |  |  |  |  |  |  |  |  |  |  |  |  |  |  |
|  |                                                              |  |  |  |  |  |  |  |  |  |  |  |  |  |  |  |
|  | 21. Saubade Amélie Villa (1824-1904)                         |  |  |  |  |  |  |  |  |  |  |  |  |  |  |  |
|  |                                                              |  |  |  |  |  |  |  |  |  |  |  |  |  |  |  |
|  |                                                              |  |  |  |  |  |  |  |  |  |  |  |  |  |  |  |
|  | 5. Louise Plantié (1891-1978)                                |  |  |  |  |  |  |  |  |  |  |  |  |  |  |  |
|  |                                                              |  |  |  |  |  |  |  |  |  |  |  |  |  |  |  |
|  |                                                              |  |  |  |  |  |  |  |  |  |  |  |  |  |  |  |
|  | 11. Gabrielle Guiraud (c. 1870 – c. 1905)                    |  |  |  |  |  |  |  |  |  |  |  |  |  |  |  |
|  |                                                              |  |  |  |  |  |  |  |  |  |  |  |  |  |  |  |
|  |                                                              |  |  |  |  |  |  |  |  |  |  |  |  |  |  |  |
|  | 1. Joachim Murat (1944), Prince Murat                        |  |  |  |  |  |  |  |  |  |  |  |  |  |  |  |
|  |                                                              |  |  |  |  |  |  |  |  |  |  |  |  |  |  |  |
|  |                                                              |  |  |  |  |  |  |  |  |  |  |  |  |  |  |  |
|  | 24. Eugène Pastré (1806-1868)                                |  |  |  |  |  |  |  |  |  |  |  |  |  |  |  |
|  |                                                              |  |  |  |  |  |  |  |  |  |  |  |  |  |  |  |
|  |                                                              |  |  |  |  |  |  |  |  |  |  |  |  |  |  |  |
|  | 12. Ange-André Pastré (1856-1926), Comte Pastré              |  |  |  |  |  |  |  |  |  |  |  |  |  |  |  |
|  |                                                              |  |  |  |  |  |  |  |  |  |  |  |  |  |  |  |
|  |                                                              |  |  |  |  |  |  |  |  |  |  |  |  |  |  |  |
|  | 25. Céline de Beaulaincourt de Marles (1825-1900)            |  |  |  |  |  |  |  |  |  |  |  |  |  |  |  |
|  |                                                              |  |  |  |  |  |  |  |  |  |  |  |  |  |  |  |
|  |                                                              |  |  |  |  |  |  |  |  |  |  |  |  |  |  |  |
|  | 6. Jean Pastré (1888-1960), Comte Pastré                     |  |  |  |  |  |  |  |  |  |  |  |  |  |  |  |
|  |                                                              |  |  |  |  |  |  |  |  |  |  |  |  |  |  |  |
|  |                                                              |  |  |  |  |  |  |  |  |  |  |  |  |  |  |  |
|  | 26. Léopold Bénédict Goldschmidt (1830-1904)                 |  |  |  |  |  |  |  |  |  |  |  |  |  |  |  |
|  |                                                              |  |  |  |  |  |  |  |  |  |  |  |  |  |  |  |
|  |                                                              |  |  |  |  |  |  |  |  |  |  |  |  |  |  |  |
|  | 13. Clara Goldschmidt (1866-1930)                            |  |  |  |  |  |  |  |  |  |  |  |  |  |  |  |
|  |                                                              |  |  |  |  |  |  |  |  |  |  |  |  |  |  |  |
|  |                                                              |  |  |  |  |  |  |  |  |  |  |  |  |  |  |  |
|  | 27. Régine Bischoffsheim (1834-1905)                         |  |  |  |  |  |  |  |  |  |  |  |  |  |  |  |
|  |                                                              |  |  |  |  |  |  |  |  |  |  |  |  |  |  |  |
|  |                                                              |  |  |  |  |  |  |  |  |  |  |  |  |  |  |  |
|  | 3. Nicole Pastré (1921-1982)                                 |  |  |  |  |  |  |  |  |  |  |  |  |  |  |  |
|  |                                                              |  |  |  |  |  |  |  |  |  |  |  |  |  |  |  |
|  |                                                              |  |  |  |  |  |  |  |  |  |  |  |  |  |  |  |
|  | 28. Léon Double (1943-1903)                                  |  |  |  |  |  |  |  |  |  |  |  |  |  |  |  |
|  |                                                              |  |  |  |  |  |  |  |  |  |  |  |  |  |  |  |
|  |                                                              |  |  |  |  |  |  |  |  |  |  |  |  |  |  |  |
|  | 14. Paul Double (1868-1935)                                  |  |  |  |  |  |  |  |  |  |  |  |  |  |  |  |
|  |                                                              |  |  |  |  |  |  |  |  |  |  |  |  |  |  |  |
|  |                                                              |  |  |  |  |  |  |  |  |  |  |  |  |  |  |  |
|  | 29. Marie Prat (1849-1939)                                   |  |  |  |  |  |  |  |  |  |  |  |  |  |  |  |
|  |                                                              |  |  |  |  |  |  |  |  |  |  |  |  |  |  |  |
|  |                                                              |  |  |  |  |  |  |  |  |  |  |  |  |  |  |  |
|  | 7. Marie-Louise « Lily » Double de Saint-Lambert (1891-1974) |  |  |  |  |  |  |  |  |  |  |  |  |  |  |  |
|  |                                                              |  |  |  |  |  |  |  |  |  |  |  |  |  |  |  |
|  |                                                              |  |  |  |  |  |  |  |  |  |  |  |  |  |  |  |
|  | 30. Léopold Magnan (1833-1898)                               |  |  |  |  |  |  |  |  |  |  |  |  |  |  |  |
|  |                                                              |  |  |  |  |  |  |  |  |  |  |  |  |  |  |  |
|  |                                                              |  |  |  |  |  |  |  |  |  |  |  |  |  |  |  |
|  | 15. Véra Magnan (1869-1955)                                  |  |  |  |  |  |  |  |  |  |  |  |  |  |  |  |
|  |                                                              |  |  |  |  |  |  |  |  |  |  |  |  |  |  |  |
|  |                                                              |  |  |  |  |  |  |  |  |  |  |  |  |  |  |  |
|  | 31. Sophie Éléonore Roussel (1802-1858)                      |  |  |  |  |  |  |  |  |  |  |  |  |  |  |  |
|  |                                                              |  |  |  |  |  |  |  |  |  |  |  |  |  |  |  |
|  |                                                              |  |  |  |  |  |  |  |  |  |  |  |  |  |  |  |

## Œuvres

### Catalogues d’art
- Joachim Murat et Raymond Perrot, Gérard Bignolais - Jean Rustin 30/03/1985-30/05/1985, Éditions Centre d'Art Contemporain Prince Murat, Presles, 1985, In-8, Carré, 32 pages, 20 illustrations dont certaines en couleurs, 128 grammes. (imprimé en 1000 exemplaires)
- S.A. le Prince Murat, Jacques Damville. 08/06/1985-08/09/1985, Éditions Centre d'Art Contemporain Prince Murat, Presles, 1985, In-8, Carré, broché, 16 pages, 11 illustrations dont 2 en couleurs, 69 grammes. (imprimé en 1000 exemplaires)

### Article
- (fr) Prince Murat, « Le Grand espoir de l’année Napoléon » dans Souvenir Napoléonien n° 248 du 1er décembre 1969

### Préfaces d’ouvrages
- (fr) Prince Murat, « Préface » dans G. Charmy, Splendeur des uniformes de Napoléon, tome III : La garde impériale à cheval, Charles Hérissey, 2003  (ISBN 2914417101)
- (fr) Prince Murat, « Préface » dans Jacques Demougin, La grande armée, Éditions du Layeur, 2004.  (ISBN 2915118213)
- (fr) Prince Murat, « Préface » dans Jacques Demougin, Les batailles de Napoléon, Éditions du Layeur, 2004.  (ISBN 2915118205)
- (fr) Prince Murat, « Préface » dans Jacques Demougin, Napoléon, bâtisseur d'Empire, Éditions du Layeur, 2005.  (ISBN 2915118388)
- (fr) Prince Murat, « Préface » dans Jean-Claude Gillet, Murat : 1767-1815, Bernard Giovanangeli Éditeur, 2008.  (ISBN 2758700255)
- (fr) Prince Murat, « Préface » dans Frédéric Hulot, Murat, la chevauchée fantastique, Pygmalion, Paris, 1998.
- (fr) Prince Murat, « Préface » dans Gonzague Saint-Bris, Le sacre... et Bonaparte devint Napoléon, Tallandier, 1999.  (ISBN 2702836208)

### Catalogue des anciennes collections du prince
- (fr) La collection de S.A. le Prince Murat, 600 tableaux contemporains, Paris, Maîtres Binoche et Godeau Ed. Hôtel Drouot, 1987.

### Notices biographiques
- (fr) L’Intermédiaire des chercheurs et curieux (ICC) : rubrique « Murat (Titre princier chez les) » ouverte en 1998 (colonne 378) ; réponses notamment en 1998 et 2005.
- (en) Genealogies of the Non-Sovereign princely & ducal houses of Europe, vol. 2, part 3 « Families de l’Almanach de Gotha », 185e édition, Boydell & Brewer, Londres, 2001, p. 505  (ISBN 0-9532-1423-0).
- (fr) Jean-Fred Tourtchine, L’Empire des Français, Cercle d’études des dynasties royales européennes (CEDRE), Paris, collection « Les manuscrits du CEDRE : dictionnaire historique et généalogique », 2 volumes, 323 pages et 1999 pour le volume I, 208 pages et 2000 pour le volume II  (ISSN 0993-3964) : voir volume I page 221.

### Presse en ligne
- (fr) Pascal Ceaux, « Anniversaire : Il y a 200 ans, Napoléon créait ses nobles... » ; article publié dans La Dépêche du Midi du vendredi 29 février 2008 ;
- (fr) Lucile Caïtucoli-Ciattoni, « Ajaccio : le prince Joachim Murat sur les pas de Napoléon » ; interview publiée dans le quotidien  Corse-Matin du samedi 4 octobre 2009 ;
- (fr) Jean-Michel Décugis, « Les héritiers d’Austerlitz » dans Le Point du 17 janvier 2007 ;
- (fr) Christine Derrey, « Les trésors du prince Murat » dans L'Express du 25 septembre au 1er octobre 1987 ;
- (fr) Jean-Michel Fabre, « Le prince Murat en-visite sur ses terres » ; article publié dans La Dépêche du Midi du 5 septembre 1999 ;
- (fr) Jacques Lallain, « Fermeture du musée d'art contemporain Prince Murat » dans Le Monde du 23 août 1987.